# جاستون كابيرتون
ويليام جاستون كابيرتون (مواليد 21 فبراير 1940) هو سياسي أمريكي شغل منصب الحاكم الحادي والثلاثين لولاية فيرجينيا الغربية من عام 1989 إلى عام 1997. شغل منصب رئيس مجلس الكلية، الذي يدير اختبارات SAT وAP المعترف بها على المستوى الوطني الأمريكي، من عام 1999 إلى عام 2012. وهو عضو في الحزب الديمقراطي.

## التاريخ

### قبل توليه منصب الحاكم

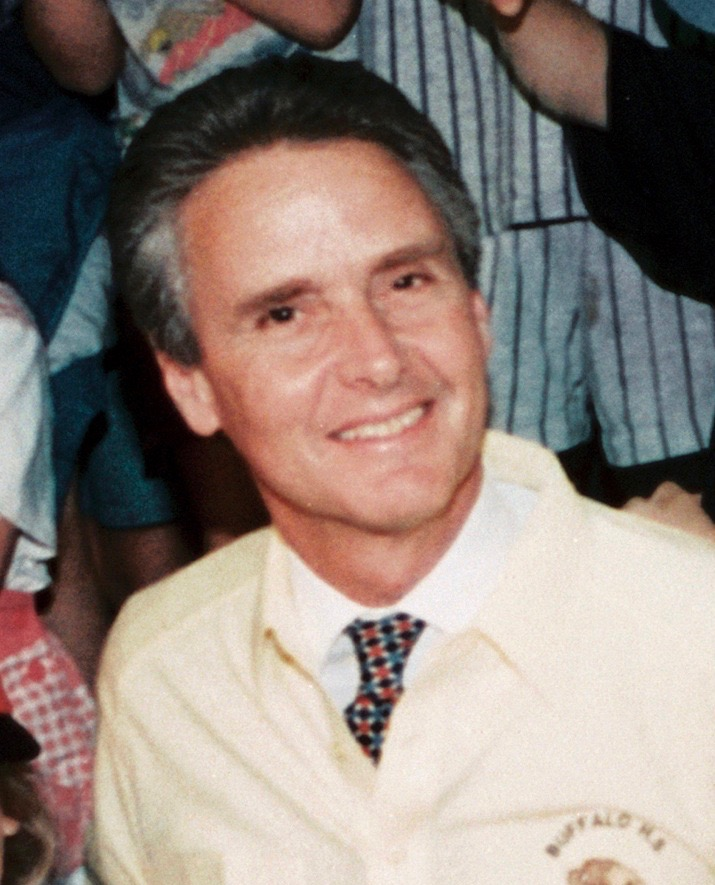
كابيرتون في عام 1996، خلال فترة ولايته الثانية كمحافظ

ولد كابيرتون في تشارلستون، فيرجينيا الغربية. التحق بمدرسة ديكستر (بروكلين، ماساتشوستس)، ومدرسة الأسقفية الثانوية في ألكسندريا، فيرجينيا، وجامعة نورث كارولينا في تشابل هيل، حيث كان عضوًا في دلتا كابا إبسلون.
بعد تخرجه، عاد إلى تشارلستون لإدارة شركة تأمين مملوكة للعائلة. سرعان ما أصبح المالك الرئيسي لها، وتحولت تحت إدارته إلى عاشر أكبر شركة وساطة تأمين خاصة في البلاد. كما امتلك كابيرتون بنكًا وشركة للرهن العقاري. انتخب كابيرتون حاكمًا في محاولته الأولى للسعي إلى منصب عام في عام 1988.

### حاكم، 1988-1997

#### الانتخابات
في انتخابات الحاكم لعام 1988، أُعتبر كابيرتون في البداية مرشحًا ضعيفًا لنيل ترشيح حزبه، لكنه فاز في الانتخابات التمهيدية المزدحمة بفارق ضئيل على مرشح عام 1984 ورئيس مجلس النواب كلايد إم سي جونيور. ثم في الانتخابات العامة، وعلى الرغم من كونه مرشحًا ضعيفًا مرة أخرى، فاجأ الجميع بفوزه على الحاكم الجمهوري الحالي، آرش ألفريد مور جونيور.
في انتخابات عام 1992، تحداه كل من عضوة مجلس الشيوخ عن الولاية شارلوت بريت والمدعي العام للولاية ماريو بالومبو في الانتخابات التمهيدية للحزب الديمقراطي. فاز كابيرتون في الانتخابات التمهيدية على بريت ثم في الانتخابات العامة، حيث هزم وزير الزراعة في ولاية فيرجينيا الغربية كليف بينيديكت، مرشح الحزب الجمهوري، وبريت التي ترشحت كمرشحة مستقلة.
حُظر كابيرتون دستوريًا من الترشح لفترة ثالثة متتالية في عام 1996. انتهى به الأمر إلى دعم المرشح الجمهوري، الحاكم السابق سيسيل أندروود، ضد بريت، مما أدى إلى انقسام في الحزب ومشاعر سيئة بين بعض أعضاء الحزب في الولاية.

#### السياسة المالية

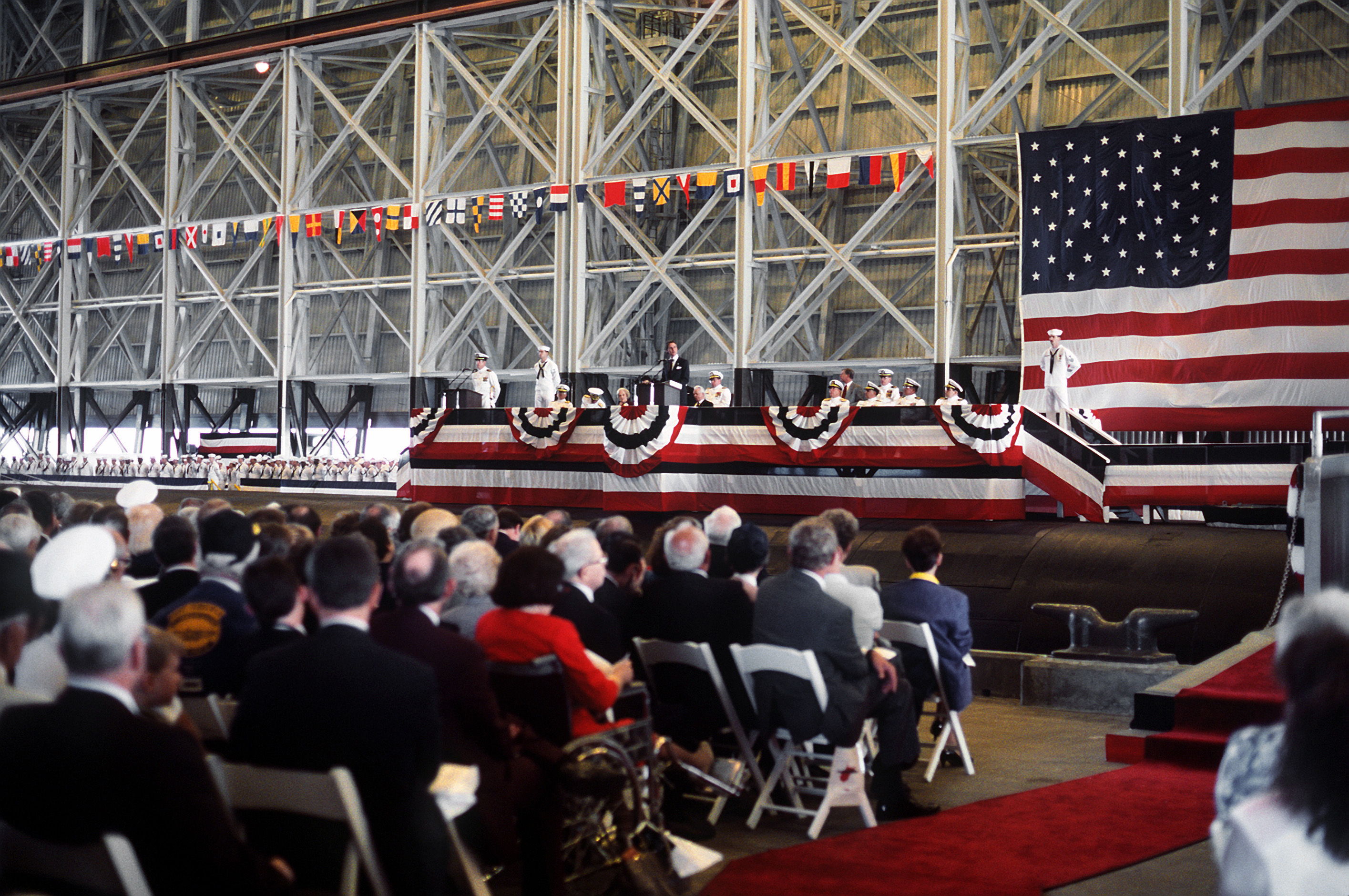
كابيرتون يخاطب الضيوف المجتمعين في حفل تشغيل حاملة الطائرات يو إس إس وست فرجينيا (SSBN-736) في عام 1990

خلال فترته الأولى كحاكم الولاية الحادي والثلاثين، دعم كابيرتون تمرير قوانين تتعلق بالأخلاقيات وبناء الطرق والتعليم. رفع الضرائب في محاولة لتحسين مالية فيرجينيا الغربية، مما خفض الديون التي تجاوزت 500 مليون دولار وخلق فائضًا قدره 100 مليون دولار. بسبب هذه الإصلاحات، وصفت مجلة "فانسيال وورلد" الولاية بأنها الأكثر تحسنًا في البلاد. اتهم النقاد كابيرتون بعدم الوفاء بوعد حملته الانتخابية بعدم رفع الضرائب، لكن المدافعين عنه زعموا أن الحاكم السابق قد أساء عرض حالة مالية الولاية وفشل في الكشف عن الحاجة إلى زيادة الضرائب.

#### السياسة التعليمية
علنيًا، أكد الحاكم كابيرتون أن التعليم كان أولويته الأولى. دعم برنامج بناء المدارس الذي أدى إلى استثمارات بقيمة 800 مليون دولار لبناء 58 مدرسة جديدة وتجديد 780 مدرسة، مما أفاد بشكل مباشر ثلثي طلاب المدارس العامة في فيرجينيا الغربية. بعد إضراب قصير من قبل المعلمين العموميين في الولاية، رفع كابيرتون رواتب المعلمين من المرتبة 49 إلى المرتبة 31 في البلاد ودرب أكثر من 19,000 معلم من خلال مركز تنمية المهارات المهنية على مستوى الولاية بهدف استخدام التكنولوجيا بشكل أفضل في فصول فيرجينيا الغربية.
شجع استخدام الحواسيب والتكنولوجيا في المدارس العامة، مما أسفر عن برنامج المهارات الأساسية للحاسوب في فيرجينيا الغربية، الذي بدأ من رياض الأطفال وامتد إلى الصف السادس. اتسع هذا البرنامج لاحقًا ليشمل الصفوف من 7 إلى 12. في عام 1996، حصلت فيرجينيا الغربية على اعتراف وطني لتقدمها في تكنولوجيا التعليم عندما حصل كابيرتون على جائزة "Computerworld Smithsonian". وصف الرعاة كابيرتون بأنه "رؤيوي" "غير بشكل جذري نظام التعليم في أمريكا" باستخدام الابتكارات التكنولوجية. ضُمّنت معلومات عن كابيرتون وأعماله في مجموعة الأبحاث الدائمة في سميثسونيان. في يناير 1997، أجرت مجلة "Education Week" دراسة عن نظام التعليم في البلاد وسلطت الضوء على فيرجينيا الغربية لاستخدامها التكنولوجيا في التعليم.

#### السياسة الاقتصادية
ركز كابيرتون جهوده كحاكم على التنمية الاقتصادية، الطرق والبنية التحتية الحديثة، السجون والمعتقلات، بيئة نظيفة، الرعاية الصحية، وإدارة الحكومة. تحسن اقتصاد فيرجينيا الغربية خلال فترة ولايته التي استمرت ثماني سنوات. انخفضت نسبة البطالة من 9.8% إلى 6.2%، نتيجة خلق حوالي 86,000 وظيفة جديدة. كجزء من جهوده لتعزيز بيئة نظيفة، أعلن الحاكم كابيرتون في 13 أغسطس 1992 عن إنشاء برنامج استعادة مجاري فيرجينيا الغربية، المخصص لمعالجة تصريف الحمض من تعدين الفحم.

#### الأدوار القيادية الوطنية
قرب نهاية فترة ولايته الثانية، كان كابيرتون رئيسًا لجمعية حكام الديمقراطيين في عام 1996، وعضوًا في اللجنة التنفيذية للجمعية الوطنية للحكام، وعضوًا في لجنة السياسات الحكومية بشأن التجارة الأمريكية. كان رئيسًا للجنة الإقليمية لأبالاشيا، ومجلس التعليم الإقليمي الجنوبي، ومجلس سياسات النمو الجنوبي. حصل كابيرتون على العديد من الجوائز والتكريمات الوطنية والمحلية، بما في ذلك عشر درجات دكتوراه فخرية.

#### تاماراك
أحد إنجازات فترة كابيرتون هو مشروع "تاماراك: الأفضل من فيرجينيا الغربية". المنشأة هي متحف ومعرض فني ومجموعة من الاستوديوهات للفنانين الزائرين التي تعرض منتجات فيرجينيا الغربية وتنظم "الصناعة المنزلية" للولاية. يُعد تاماراك مركزًا لشبكة توزيع وتسويق متكاملة لمنتجات أكثر من 1,200 فنان فيرجينيا غربية. أطلقت مجموعة روزين، ناشر مجلة "Niche"، على كابيرتون لقب "إنساني العام 1997" لإنشائه سوقًا تقدمية لصناعة الولاية المنزلية.